# Maison Ochs
Pour les articles homonymes, voir Ochs.
 (septembre 2019).
La maison Ochs à Prague est située sur la place de la Vieille-Ville. Elle doit son nom au propriétaire qui y vécut au XVe siècle. De style baroque, elle est caractérisée dans une niche de la façade par une statue de saint Antoine de Padoue datant de la fin du XVIIIe siècle. 